# Antoine-Eléonore-Léon Le Clerc de Juigné
Antoine-Eléonore-Léon Le Clerc de Juigné (Parigi, 2 novembre 1728 – Parigi, 19 marzo 1811) è stato un arcivescovo cattolico francese.

## Biografia
Antoine-Eléonore-Léon Le Clerc de Juigné era figlio di Samuel-Jacques Le Clerc of Juigné (ucciso il 19 settembre 1734 nella Battaglia di Guastalla in Italia) e di Marie Gabrielle Le Cirier of Neufchelles (1706–1763).
Ordinato sacerdote il 30 marzo 1754, fu subito vicario generale nella diocesi di Carcassonne ove ricoprì anche il ruolo di agente generale del clero nel 1760. Nel 1764 venne nominato vescovo di Châlons e divenne arcivescovo di Parigi dal 1782, nonché rappresentante del clero parigino alla convocazione degli Stati Generali del 1789. Il suo coinvolgimento nella politica degli anni della Rivoluzione fu fondamentale per stabilire un rapporto stretto tra il clero ed il Terzo Stato. Fu tra l'altro membro dell'Assemblea Costituente del 1789.
Nonostante la propensione per ideali aperti di governo, Le Clerc de Juigné, quando in Francia si aprì il periodo del "Terrore", decise di seguire i Borbone nel loro esilio in Germania, vivendo per breve tempo a Costanza dove si trovava una grande compagine di fuoriusciti francesi, e poi ripiegando a Überlingen, sempre presso il lago di Costanza, ove morì. Durante questo periodo non poté fare più ingresso nella propria arcidiocesi, ma non rinunciò mai ai propri titoli ecclesiastici sino al 1802, anno in cui decise di abbandonare il proprio posto e di ritirarsi definitivamente a vita privata.

## Genealogia episcopale e successione apostolica
La genealogia episcopale è:
- Cardinale Guillaume d'Estouteville, O.S.B.Clun.
- Papa Sisto IV
- Papa Giulio II
- Cardinale Raffaele Sansone Riario
- Papa Leone X
- Papa Paolo III
- Cardinale Francesco Pisani
- Cardinale Alfonso Gesualdo di Conza
- Papa Clemente VIII
- Cardinale Pietro Aldobrandini
- Cardinale Laudivio Zacchia
- Cardinale Antonio Barberini, O.F.M.Cap.
- Cardinale Nicolò Guidi di Bagno
- Arcivescovo François de Harlay de Champvallon
- Arcivescovo Hardouin Fortin de la Hoguette
- Cardinale Henri-Pons de Thiard de Bissy
- Cardinale Charles-Antoine de la Roche-Aymon
- Arcivescovo Antoine-Eléonore-Léon Le Clerc de Juigné

La successione apostolica è:
- Vescovo Pierre-Joseph de Lastic-Lescure (1771)
- Vescovo Jean-Baptiste-Charles-Marie de Beauvais (1774)
- Vescovo Guillaume-Louis du Tillet (1774)
- Vescovo Joseph-Anne-Luc Falcombelle de Ponte d'Albaret (1778)
- Vescovo Jean-Baptiste de Chabot (1785)

## Stemma
| Stemma | Blasonatura |
| ------ | --- |
| \| \|  | Antoine-Eléonore-Léon Le Clerc de Juigné Arcivescovo di Parigi, Primate e Pari di Francia D' argento, alla croce rossa, bordata di sabbia e cantonata da quattro aquile uguali, con il becco e gli eserciti del secondo. |
|        | |